# Torsten Söderhjelm
Torsten Johan Valdemar Söderhjelm, född 4 oktober 1879 i Viborg, död 17 januari 1908 i Florens, var en finländsk filolog. Han var bror till Alma Söderhjelm och Werner Söderhjelm.
Söderhjelm, som var son till prokurator Woldemar Söderhjelm och Amanda Olivia Clouberg, avlade studentexamen i Viborg samt blev filosofie kandidat 1901, filosofie licentiat 1906 samt filosofie magister och filosofie doktor 1907. Utöver sin akademiska avhandling (1906), vilken behandlade språket i medeltidsfranskan, skrev han artiklar om konst, litteratur och teater i Euterpe och Nya Pressen. Han författade en skrift om Gustave Flaubert (1906) och tillsammans med brodern Werner Söderhjelm Italiensk renässans. Litteratur- och kulturstudier (1907). Postumt utgavs Uppsatser och kritiker (1908).